# 戸倉町 (函館市)
戸倉町（とくらちょう）は、北海道函館市の地名である。同市市街地東部の湯の川地区に位置し、フレスポ函館戸倉を始めとした商業施設があるなど、同地区の住民にとって商業の中心としての役割も果たす。函館工業高等専門学校や函館市立戸倉中学校を始めとした教育施設も複数点在する。郵便番号は042-0953。

## 概要
この地区周辺には、1973年の函館市と亀田市の合併を契機にして、人口が大きく移転した。1962年には函館高専、1975年に戸倉中学校が開校した。その後、2008年にフレスポ函館戸倉が開業した。
函館市企業局が運営する函館市電は戸倉町内で運行を行わないが、隣の湯川町に函館市電湯の川電停がある。

## 主な施設
住所表記が戸倉町でないものも含まれる。

### 商業施設
- フレスポ函館戸倉
  - DCM湯の川店
  - スーパーアークス戸倉店
  - ツルハドラッグ戸倉店
  - Seriaフレスポ函館戸倉店
  - セカンドストリート函館戸倉店
  - ゲオ函館戸倉店
  - ファッションセンターしまむらフレスポ戸倉店
- サツドラ函館戸倉店
- ラッキーピエロ戸倉店

### 公共施設
- 函館市立戸倉中学校
- 函館市立湯川小学校
- 函館市立高丘小学校
- 函館工業高等専門学校
- 函館大学・函館短期大学
- 函館上野郵便局